# (2084) Okayama
(2084) Okayama es un asteroide perteneciente al cinturón de asteroides, descubierto el 7 de febrero de 1935 por el astrónomo S. J. V. Arend desde el Real Observatorio de Bélgica (Uccle, Bruselas).

## Designación y nombre
Designado provisionalmente como 1935 CK. Fue nombrado en homenaje a la ciudad japonesa Okayama.